# Kiran Badloe
Kiran Badloe (Almere, 13 de septiembre de 1994) es un deportista neerlandés que compite en vela en las clases RS:X e iQFoil.
Participó en los Juegos Olímpicos de Tokio 2020, obteniendo una medalla de oro en la clase RS:X.
Ganó cinco medallas en el Campeonato Mundial de RS:X entre los años 2016 y 2021 y tres medallas en el Campeonato Europeo de RS:X entre los años 2019 y 2021. Además, obtuvo dos medallas en el Campeonato Europeo de IQFoil, en los años 2020 y 2023.

## Palmarés internacional
| Juegos Olímpicos   | Juegos Olímpicos       | Juegos Olímpicos  | Juegos Olímpicos |
| Año                | Lugar                  | Medalla           | Clase            |
| ------------------ | ---------------------- | ----------------- | ---------------- |
| 2020               | Tokio (Japón)          | Medalla de oro    | RS:X             |
| Campeonato Mundial |                        |                   |                  |
| Año                | Lugar                  | Medalla           | Clase            |
| 2016               | Eilat (Israel)         | Medalla de bronce | RS:X             |
| 2018               | Aarhus (Dinamarca)     | Medalla de plata  | RS:X             |
| 2019               | Torbole (Italia)       | Medalla de oro    | RS:X             |
| 2020               | Sorrento (Australia)   | Medalla de oro    | RS:X             |
| 2021               | Puerto Sherry (España) | Medalla de oro    | RS:X             |
| Campeonato Europeo |                        |                   |                  |
| Año                | Lugar                  | Medalla           | Clase            |
| 2019               | El Arenal (España)     | Medalla de oro    | RS:X             |
| 2020               | Vilamoura (Portugal)   | Medalla de bronce | RS:X             |
| 2021               | Vilamoura (Portugal)   | Medalla de oro    | RS:X             |

| Campeonato Europeo | Campeonato Europeo | Campeonato Europeo | Campeonato Europeo |
| Año                | Lugar              | Medalla            | Clase              |
| ------------------ | ------------------ | ------------------ | ------------------ |
| 2020               | Silvaplana (Suiza) | Medalla de oro     | iQFoil             |
| 2023               | Patras (Grecia)    | Medalla de bronce  | iQFoil             |